# Rete tranviaria dell'Aia

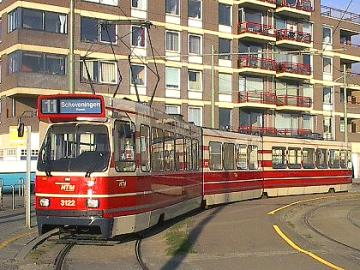
Tram GTL; linea 11; Scheveningen Haven.

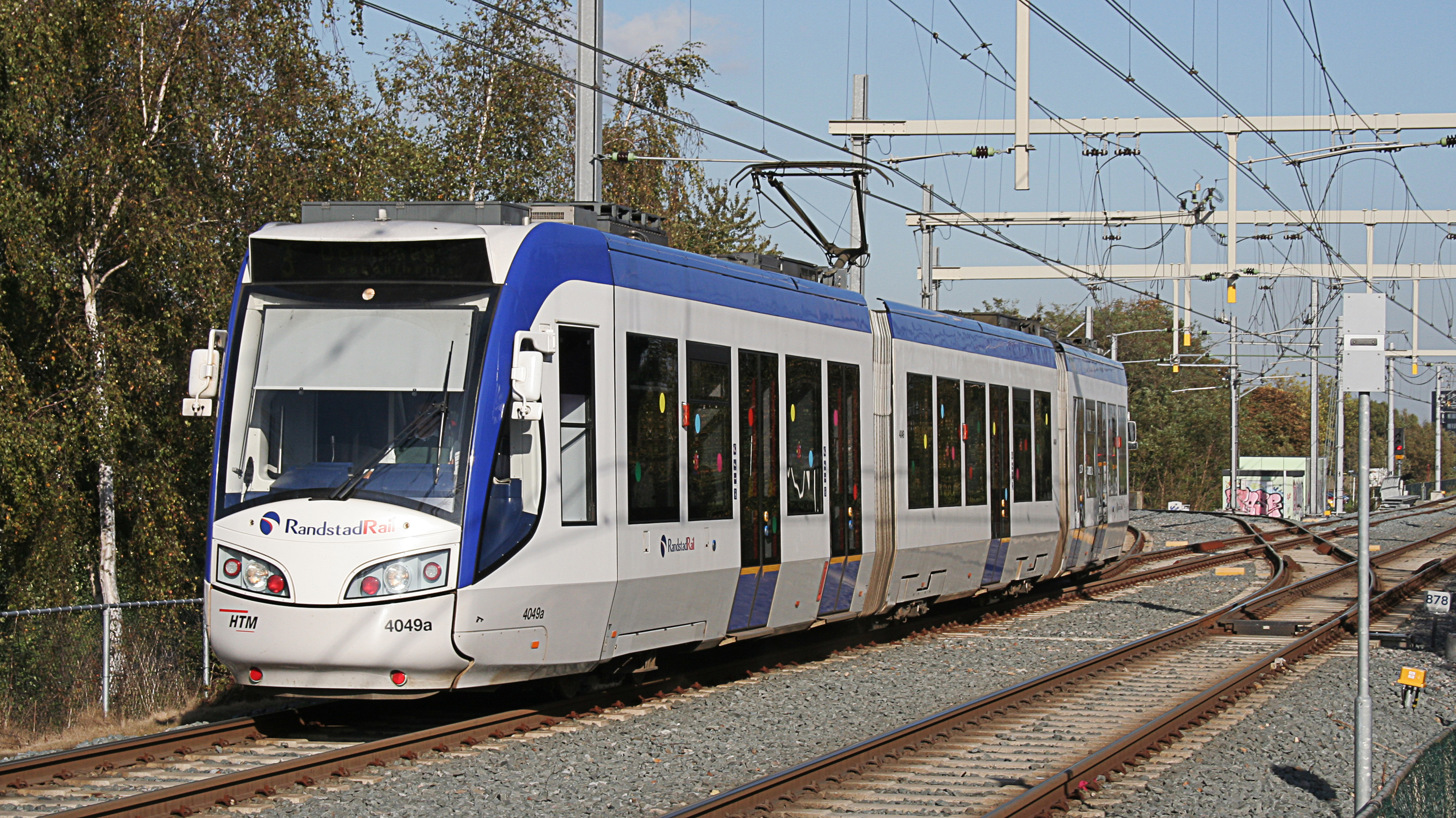
Metropolitana leggera RandstadRail

La rete tranviaria dell'Aia è la rete tranviaria che serve le città olandesi de L'Aia e il suo circondario, Zoetermeer e Delft. Inoltre, attraverso alcune linee di metropolitana del sistema RandstadRail, è interconnessa con la rete di trasporto urbano di Rotterdam. È composta da quattordici linee di cui 9 di tipo tramviario, 3 tipo metropolitana leggera ed una tipo metropolitana.
Lo scartamento è di tipo normale, con possibilità di interconnessione con la rete ferroviaria ed il sistema di elettrificazione a catenaria è alimentata a 680 volt.
Le vetture di tipo tramviario hanno una larghezza massima di 235 cm mentre quelle di tipo metropolitana leggera e metropolitana una larghezza massima di 265 cm. I lavori di adattamento delle linee per accogliere vetture più larghe si sono succeduti negli anni e continueranno negli anni a venire.
Per i viaggi è utilizzabile una smart card contactless, la OV-chipkaart, utilizzabile oltre che sulla rete tranviaria dell'Aia, su tutti i trasporti pubblici terrestri di linea dei Paesi Bassi.

## Linee

### Tram (HTM-net)
La rete tramviaria HTM è composta da 8 linee più 1 linea estiva.
| Linea | Percorso                                         | Via | Note |
| ----- | ------------------------------------------------ | --- | --- |
| 1     | Scheveningen Noorderstrand - Delft Tanthof       | Zwarte Pad - Kurhaus - Scheveningseslag - Badhuiskade - Keizerstraat - Duinstraat - Frankenslag - World Forum - Adriaan Goekooplaan - Ary van der Spuyweg - Vredespaleis - Javastraat - Mauritskade - Kneuterdijk - Centrum - Bierkade - Stazione Hollands Spoor - Leeghwaterplein - Oudemansstraat - Lorentzplein - Broeksloot - Herenstraat - Hoornbrug - Broekpolder - 's-Gravenmade - Vlietbrug - Verffabriek - Brasserskade - Nieuwe Plantage - Wateringsevest - Prinsenhof - Stazione di Delft - Krakeelpolderweg - Hovenpassage - Martinus Nijhofflaan - Diepenbrockstraat - Van der Slootsingel - Sadatweg - Bikolaan - Abtswoudsepark | |
| 2     | Kraayenstein - Leidschendam Leidsenhage          | Kraayensteinlaan - Kapelaan Meereboerweg - Loosduinse Hoofdstraat - Burgemeester Hovylaan - Buitentuinen - Walnootstraat - Thorbeckelaan - Nieuwendamlaan - Laan van Eik en Duinen - Kamperfoeliestraat - Valkenboslaan - Fahrenheitstraat - De La Reyweg - Monstersestraat - Centro medico Westeinde - Brouwersgracht - Grote Markt - Spui - Stazione Centraal - Ternoot - Oostinje - Stuyvesantstraat - Stazione Laan van NOI - Bruijnings Ingenhoeslaan - Mgr. van Steelaan - Prinses Beatrixlaan - Voorburg 't Loo - Elzendreef - Essesteijn - Leidsenhage - Burgemeester Kolfschotenlaan - Kastelenring - Dillenburgsingel                | |
| 5     | Scheveningen Noorderstrand - Nootdorp            | Zwarte Pad - Kurhaus - Circustheater - Stevinstraat - Nieuwe Duinweg - Cremerweg - Wagenaarweg - Madurodam - Riouwstraat - Laan Copes van Cattenburch - Javabrug - Dr. Kuyperstraat - Malieveld - Stazione Centraal - Stadhuis - Bierkade - Stazione Hollands Spoor - Goudriaankade - Van Musschenbroekstraat - Wenckebachstraat - Broeksloot - Herenstraat - Hoornbrug - Broekpolder - Laan van 's-Gravenmade (P+R Hoornwijck) - Laan van Ypenburg - Plesmanlaan - Scholekstersingel - Gruttosingel - Nootdorp Centrum | Linea attiva nelle domeniche estive in sostituzione della linea 15 tra Nootdorp e la Stazione di Den Haag Centraal. |
| 6     | Leyenburg - Leidschendam Noord                   | Leyenburg - Monnickendamplein - Tienhovenselaan - Nunspeetlaan - Paul Krugerplein - Delftselaan - Hobbemaplein - Vaillantlaan - Om en Bij - Brouwersgracht - Grote Markt - Spui - Stazione Centraal - Ternoot - Oostinje - Stuyvesantplein - Carel Reinierszkade - Reigersbergenweg - Vlamenburg - Hofzichtlaan - Margarethaland - Aegonplein - Stazione Mariahoeve - Essesteijn - Leidsenhage - Centro medico Antoniushove | |
| 9     | Scheveningen Noorderstrand - Vrederust           | Zwarte Pad - Kurhaus - Circustheater - Stevinstraat - Nieuwe Duinweg - Cremerweg - Wagenaarweg - Madurodam - Riouwstraat - Laan Copes van Cattenburch - Javabrug - Dr. Kuyperstraat - Malieveld - Stazione Centraal - Kalvermarkt-Stadhuis - Bierkade - Stazione Hollands Spoor - Jacob Catsstraat - Wouwermanstraat - Dynamostraat - Anna Bijnslaan - Moerweg - Zuiderpark - Loevesteinlaan - Leyweg - Leggelostraat - Revalidatiecentrum - Vrederustlaan - Beresteinlaan - De Dreef | |
| 11    | Porto di Scheveningen - Stazione Hollands Spoor  | Strandweg - Vuurbaakstraat - Duinstraat - Doornstraat - Statenlaan - Willem de Zwijgerlaan - Boreelstraat - Houtrust - Groot Hertoginnelaan - Laan van Meerdervoort - Weimarstraat - Loosduinseweg - Delftselaan - Hobbemaplein - Hoefkade - Wouwermanstraat - Jacob Catsstraat - Stazione Hollands Spoor - Rijswijkseplein | |
| 12    | Duindorp - Stazione Hollands Spoor               | Markenseplein - Tholensestraat - Doctor van Welylaan - Sportlaan - Goudenregenplein - Goudenregenstraat - Fahrenheitstraat - Copernicusplein - Weimarstraat - Cartesiusstraat - Loosduinseweg - Delftselaan - Hobbemaplein - Hoefkade - Wouwermanstraat - Jacob Catsstraat - Stazione Hollands Spoor - Rijswijkseplein | |
| 15    | Nootdorp - Stazione Centraal/Schedeldoekshaven   | Stazione Centraal - Kalvermarkt-Stadhuis - Bierkade - Rijswijkseplein/Stazione Hollands Spoor - Goudriaankade - Van Musschenbroekstraat - Wenckebachstraat - Broeksloot - Herenstraat - Hoornbrug - Broekpolder - Laan van 's-Gravenmade (P+R Hoornwijck) - Laan van Ypenburg - Plesmanlaan - Scholekstersingel - Gruttosingel - Nootdorp Centrum | Linea non attiva nelle domeniche estive sostituita dalla linea 5.                                                   |
| 16    | Wateringen - Stazione Centraal/Schedeldoekshaven | Stazione Centraal - Korte Voorhout - Buitenhof - Centrum - Bierkade - Stazione Hollands Spoor - Leeghwaterplein - Oudemansstraat - Lorentzplein - Jonckbloetplein - Van Zeggelenlaan - Alberdingk Thijmstraat - Stazione Moerwijk - Heeswijkplein - Erasmusplein - Geysterenweg - Remmersteinstraat - Hardenbroekstraat - Loevesteinlaan - Leyweg - Leggelostraat - Steenwijklaan - Hoge Veld - Oosteinde - Lage Veld - Parijsplein - Dorpskade | |
| 17    | Statenkwartier - Wateringen                      | Van Boetzelaerlaan - Frankenslag - Frederik Hendriklaan - Statenplein - Gemeentemuseum/Museon - Groot Hertoginnelaan - Waldeck Pyrmontkade - Van Speijkstraat - Elandstraat - Noordwal - Gravenstraat - Buitenhof - Korte Voorhout - Stazione Centraal - Weteringplein - Rijswijkseplein - Stazione Hollands Spoor - Leeghwaterplein - Oudemansstraat - Lorentzplein - Jonckbloetplein - Van Vredenburchweg - Generaal Spoorlaan - Handelskade - Patentlaan - Volmerlaan - Treubstraat - Stazione di Rijswijk - In de Bogaard - Admiraal Helfrichsingel - Weidedreef - Aletta Jacobsstraat - Eikelenburg - Parijsplein - Dorpskade             | |

### Metropolitana leggera (RandstadRail)
La rete RandstadRail integrata nel sistema tranviario cittadino è composta da 4 linee di metropolitana leggera.
| Linea | Percorso                               | Via |
| ----- | -------------------------------------- | --- |
| 3     | Loosduinen - Zoetermeer Centrum West   | Arnold Spoelplein - Pisuissestraat - Mozartlaan - Heliotrooplaan - Muurbloemweg - Hoefbladlaan - De Savornin Lohmanplein - Appelstraat - Zonnebloemstraat - Azaleaplein - Goudenregenstraat - Fahrenheitstraat - Valkenbosplein - Conradkade - Van Speijkstraat - Elandstraat - Centro medico Westeinde - Brouwersgracht - Grote Markt - Spui - Stazione Centraal - Beatrixkwartier - Laan van NOI - Voorburg 't Loo - Leidschendam-Voorburg - Forepark - Leidschenveen - Voorweg (piattaforma sotterranea) - Centrum West - Stadhuis - Palenstein - Seghwaert - Leidsewallen - De Leyens - Buytenwegh - Voorweg (piattaforma di superficie) - Meerzicht - Driemanspolder - Delftsewallen - Dorp - Centrum West |
| 4     | De Uithof - Zoetermeer Javalaan        | De Uithof - Beresteinaan - Bouwlustlaan - De Rade - Dedemsvaart - Zuidwoldepad - Leyenburg - Monnickendamplein - Tienhovenselaan - Dierenselaan - De La Reyweg - Monstersestraat - Centro medico Westeinde - Brouwersgracht - Grote Markt - Spui - Stazione Centraal - Beatrixkwartier - Laan van NOI - Voorburg 't Loo - Leidschendam-Voorburg - Forepark - Leidschenveen - Voorweg (piattaforma sotterranea) - Centrum West - Stadhuis - Palenstein - Seghwaert - Willem Dreeslaan - Oosterheem - Javalaan |
| 19    | Leidschendam Leidsenhage - Delft Noord | Centro medico Antoniushove - Leidsenhage - Weigelia - Oosteinde - Oude Middenweg - Klaverveld - Leidschenveen Centrum - Lanen - Stazione di Ypenburg - Gruttosingel - Scholekstersingel - Ypenburg Centrum - Anthony Fokkersingel - Brasserskade - Nieuwe Plantage - Wateringsevest - Prinsenhof - Stazione di Delft - Krakeelpolderweg - Hovenpassage - Martinus Nijhofflaan - Diepenbrockstraat - Van der Slootsingel - Sadatweg - Bikolaan - Abtswoudsepark |

## Storia
Il servizio tranviario de L'Aia, dalla sua fondazione nel 1864 ha visto succedersi i seguenti gestori:
- 25 giugno 1864 - 22 febbraio 1867: The Dutch Tramway Company
- 22 febbraio 1867 - 16 ottobre 1873: Haagsche Tramway Maatschappij
- 16 ottobre 1873 - 11 novembre 1886: Société Anonyme des Tramways de La Haye
- 11 novembre 1886 - 1º gennaio 1927: Haagsche Tramweg-Maatschappij
- 1º gennaio 1927 - 11 giugno 2002: Gemengd Bedrijf Haagsche Tramweg-Maatschappij
- dall'11 giugno 2002: HTM Personenvervoer